# حاسوب مركزي

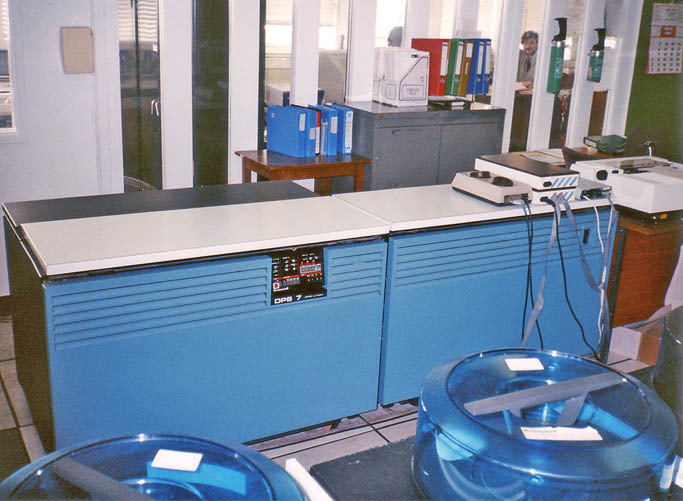
جهاز كبير Honeywell-Bull DPS 7 عام 1990.

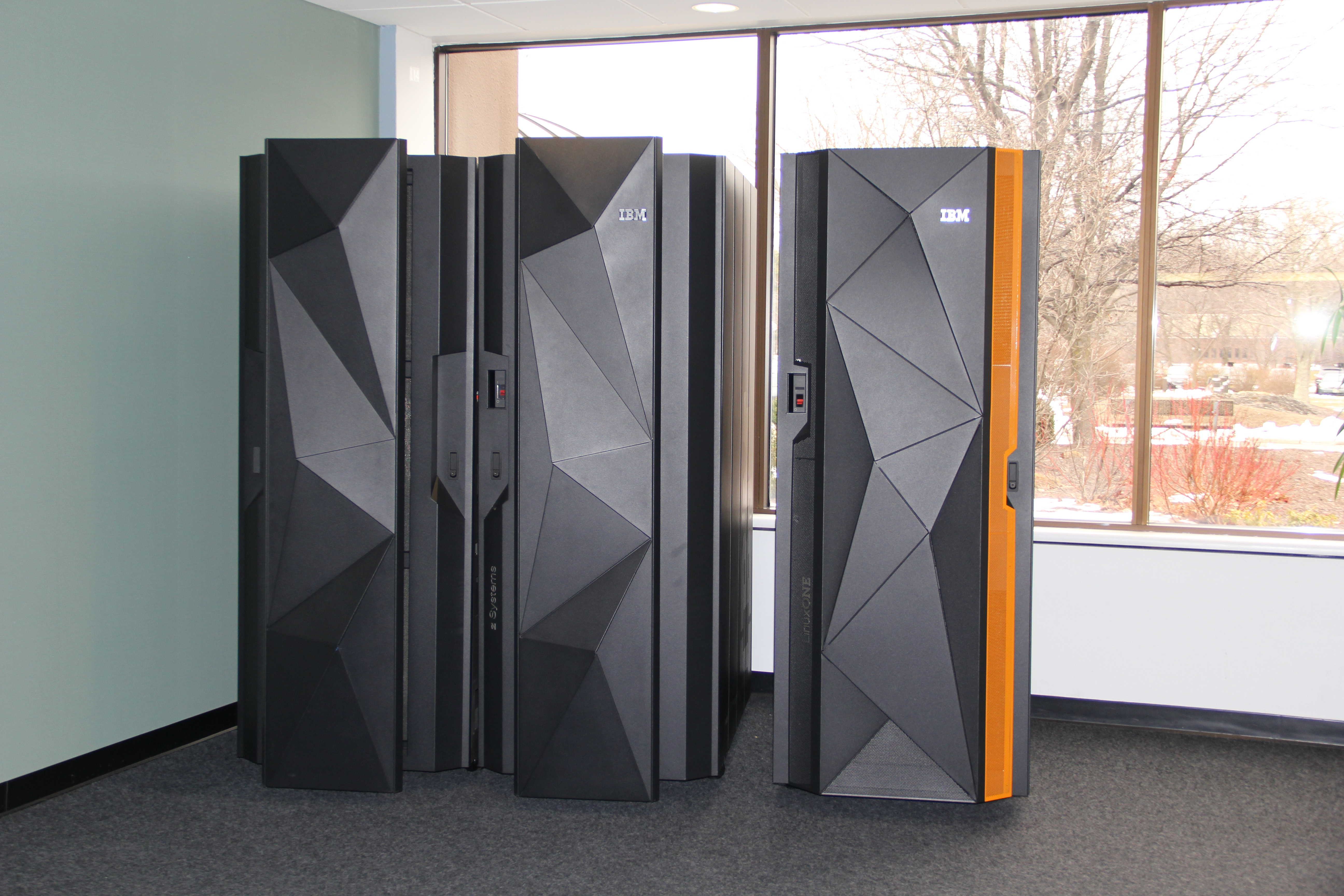
زوج من الحاسوبات الضخمة أي بي أم. على اليسار هو أي بي أم زي سيستمز z13. على اليمين هو أي بي أم لينوكسون روخوبر.

الحاسوب الكبير المركزي أو الحاسوب الرئيس أو الحاسوب الرئيسي (بالإنجليزية: Mainframe Computer) هو نوع من أنواع الحاسوب التي تستخدم في المؤسسات العملاقة في الصناعة والإحصائيات والعمليات الاقتصادية.
كانت هذه الحاسبات توضع في غرف ضخمة وكانت تغلف بصناديق معدنية.
اليوم يطلق هذا المصطلح على أجهزة الحاسوب المتوافقة مع نظام أي بي أم/360. تم تقديم الأولى منها عام 1965. ولكن الأجهزة الكبيرة غير المتوافقة مع (نظام أي بي أم/360) تصنف تحت مسمى خوادم أو أجهزة عملاقة.
بعض الأجهزة الغير متوافقة مع (نظام أي بي أم/360) أي أنها تنتمي إلى فئة الخوادم التي تعمل بتقنية ما قبل الويب تعد أيضاً من الحاسبات الكبيرة والتي تتضمن أجهزة بروث الكبيرة وسلسلة أجهزة يونيفاك 1100/2200 [الإنجليزية]. معظم هندسة أنظمة الأجهزة ذات مقياس كبير تم إنشاءها بشكل أساسي في السيتينات ومعظم أنظمة الأجهزة الموجودة بعد ذلك كانت تعتمد على نفس الهندسة حتى إنشاء خادمات الويب في التسيعنيات.

## الشرح
في السيتينات كانت الأجهزة الكبيرة بدون واجهة تفاعلية. كانت تقبل الكروت المثقبة، الشرائط الورقية و/أو الشرائط المغناطيسية وتعمل فقط في طريقة دفعه لدعم مهام المكتب الخلفي، مثل فواتير العملاء. أجهزة المبرقه الكاتبه كانت أيضاً تستعمل بكثرة، على الأقل لمشغلي النظم. بحلول أوائل السبعينات، اكتسبت العديد من الأجهزة الكبيرة الوجهات التفاعلية للمستخدم وتم تشغيلها كأجهزة مشاركة الوقت والتي تدعم مئات وآلاف المستخدمين في وقت واحد جنبا إلى جنب مع نظام معالجة الدفعات. يمكن للمستخدمين الدخول من خلال الأجهزة الطرفية بحلول الثمانينات. في الوقت الحاضر معظم الحاسبات الكبرى لها جزئياً أو كلياً الكلاسيكيه محطة الوصول للمستخدمين النهائيين لصالح شبكة المستخدم الوصلات. المطورين والموظفين التنفيذيين وعادة ما تستمر في استخدام محطات طرفية أو محطة المحاكون.
تاريخياً، اكتسبت الحاسبات الكبيرة في اسمها جزءاً كبيراً نظراً لمتطلبات الحجم والكهرباء والتدفئة والتبريد باستخدام تكييف الهواء وخفض المحتويات المادية والمكانية بالمقارنة بحقول الخادمات. هذه المتطلبات أنتهت في منتصف التسعينيات بتصميمات أجهزة سيموس كبيرة الحجم لتبديل تكنولوجيا وصلة ثنائية الأقطاب. في تراجعاً كبيراً، تمكنك أجهزة شركة آي بي أم الكبيرة أن توفر تكاليف طاقة مركز البيانات من حيث الطاقة الكهربائية والتكييف والسعة المكانية.

## خصائص الحاسوب الكبير

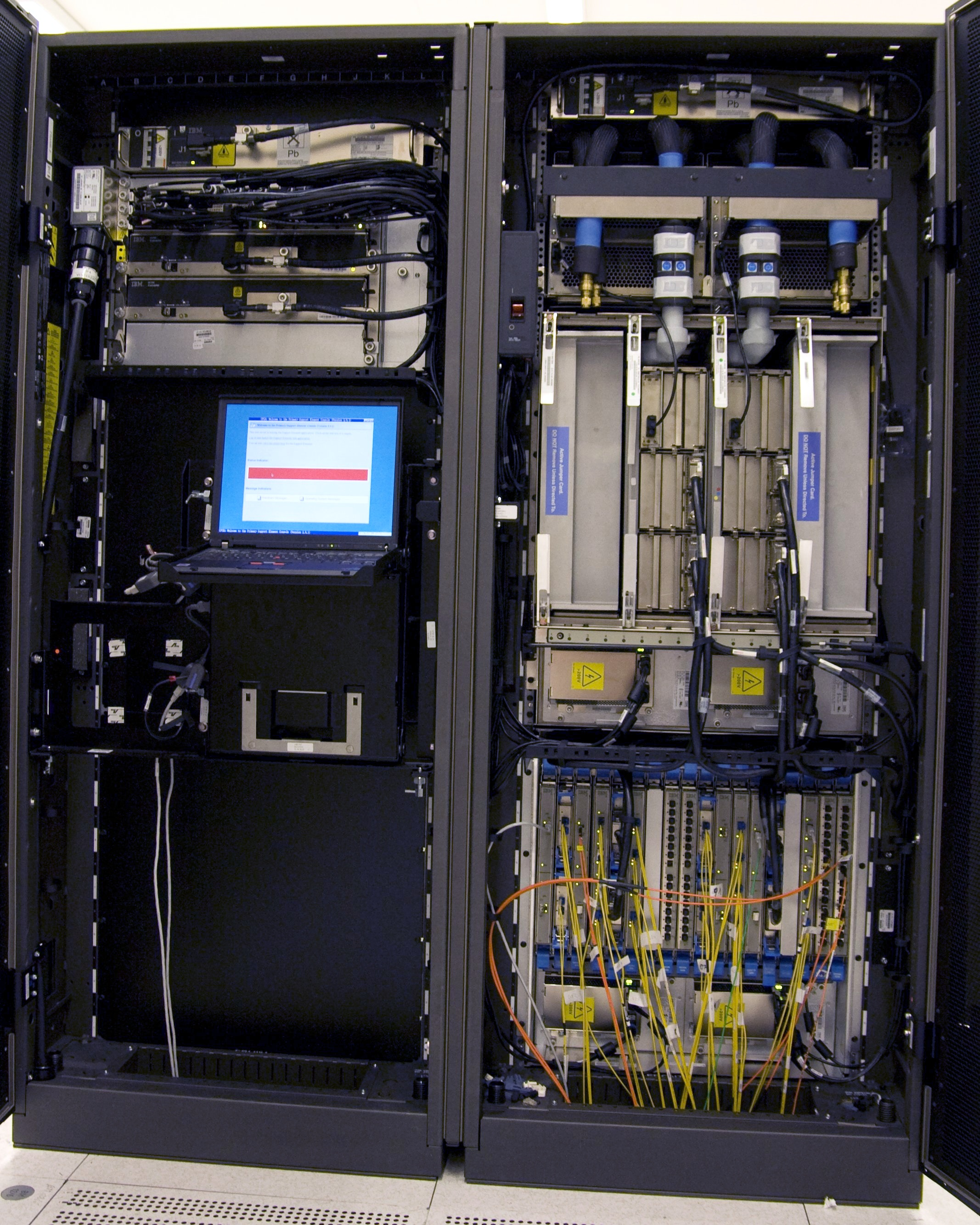
داخل أي بي أم سيستيم زي 9 المركزية

تقريباً كل الحواسيب الكبيرة لديها أمكانية تشغيل أكثر من نظام تشغيل على نفس الجهاز. وبالتالي يمكن تشغيل أكثر من جهاز مما يعرف بالأجهزة الأفتراضية. حاسب كبيرة واحد يمكنه استبدال مئات الحواسيب الخادمة.
الحاسبات الكبرى الحديثة، ولا سيما أنظمة (Z) من شركة آي بي أم، كنظام Z9 و Z10 ، عرض ثلاثة مستويات من المحاكاة الافتراضيه: الأقسام المنطقية (التقسيم المنطقي [الإنجليزية]، عبر نظام تشغيل PR/SM [الإنجليزية])، والأجهزة الأفتراضية (عبر نظام التشغيل z/VM [الإنجليزية])، ومن خلال أنظمة التشغيل (وخصوصا ض / مع نظام التشغيل الرئيسية - معالجة المساحات المحميه ومتطوره موجهة نحو تحقيق الاهداف جدولة العمل، ولكن أيضاً لينكس، وجافا، وأوبن سولاريس ليشمل المحاكاة الافتراضية ومعظم زبائن حواسيب آي بي أم الكبيرة لا يشغلون أكثر من جهازين: الأول في مخزن مركز البيانات الرئيسي والآخر في مركز حفظ البيانات الآحتياطي يعمل الجهاز بشكل كامل أو بشكل جزئي أو على وضع الاستعداد standby. جميع الاختيارات، والتطوير، والتدريب، والإنتاج وجميع البرامج وقواعد البيانات على جهاز واحد. فيماً عدا الطلبيات الضخمة جداً للبيانات فذلك يقلل كفاءة الجهاز الواحد، ويتطلب في هذه الحالة تجهيز جهازين أو أكثر للعمل بكفاءة أعلى من الطلبيات للكثيرة للبيانات.

## السوق الحالية
أي بي أم وحاسوبها الضخم المسمى زنتيربريس هي الشركة المصنعة الرئيسية في السوق المركزية. شركة يونيسيس Unisys وحاسوبها الضخم كلير باث ليبرا ClearPath Libra مبني على بوروس إم سي بي وكلير باث دورادو المبني على يونيفاك Sperry Univac ، في سنة 2000 قامت شركة هيتاشي بتطوير الحاسوب الضخم المسمى زي أي بي أم z IBM مع شركة أي بي أم متقاسمين التكلفة ولكن في وقت لاحق الشركتين لم تتعاون على نماذج هيتاشي جديدة.

## نبذة تاريخية
وأنتج العديد من المصنعين أجهزة الكمبيوتر المركزية من أواخر الخمسينيات إلى السبعيتيات. وكانت مجموعة المصنعين تعرف أولا باسم "أي بي أم والأقزام السبعة [الإنجليزية]" وهم شركة بوروس [الإنجليزية] ويونيفاك وإن سي آر [الإنجليزية] وكنترول داتا وهاني ويل وجنرال إلكتريك وآر سي أيه

## الاختلافات من الحواسيب الفائقة
(بالإنجليزية: supercomputers)
حاسب كبيرة واحد يمكنه استبدال مئات الخوادم